# Rinodina dubyana
Rinodina dubyana är en lavart som först beskrevs av Hepp, och fick sitt nu gällande namn av J. Steiner. Rinodina dubyana ingår i släktet Rinodina och familjen Physciaceae.  Arten är reproducerande i Sverige. Inga underarter finns listade i Catalogue of Life.